# معرفت‌شناسی
معرفت‌شناسی یا شناخت‌شناسی (به انگلیسی: Epistemology) شاخه‌ای از فلسفه است که به بررسی ماهیت، منشأ و حدود دانش می‌پردازد. این رشته که با نام «نظریه دانش» (به انگلیسی: Theory of Knowledge) نیز شناخته می‌شود، انواع مختلفی از دانش را کاوش می‌کند، از جمله دانش گزاره‌ای دربارهٔ واقعیت‌ها، دانش عملی در قالب مهارت‌ها، و دانش از طریق آشنایی که از تجربه مستقیم حاصل می‌شود. معرفت‌شناسان مفاهیمی چون باور، حقیقت و توجیه را مطالعه می‌کنند تا ماهیت دانش را درک کنند. برای کشف چگونگی پیدایش دانش، آن‌ها منابع توجیه مانند ادراک، درون‌نگری، حافظه، عقل و شهادت را بررسی می‌کنند.
مکتب شک‌گرایی توانایی انسان برای کسب دانش را زیر سؤال می‌برد، در حالی که فریب‌گرایی مدعی است که دانش هرگز قطعی نیست. تجربه‌گرایان معتقدند که تمام دانش از تجربه حسی سرچشمه می‌گیرد، در مقابل، خردگرایان بر این باورند که برخی دانش‌ها به تجربه حسی وابسته نیستند. انسجام‌گرایان استدلال می‌کنند که یک باور زمانی موجه است که با دیگر باورها سازگار باشد، در حالی که بنیان‌گرایان معتقدند توجیه باورهای بنیادی به باورهای دیگر وابسته نیست. درونی‌گرایی و بیرونی‌گرایی به این بحث می‌پردازند که توجیه صرفاً به حالت ذهنی وابسته است یا شرایط بیرونی نیز در آن نقش دارند.
شاخه‌های جداگانه معرفت‌شناسی بر دانش در حوزه‌های خاص مانند دانش علمی، ریاضی، اخلاقی و دینی تمرکز دارند. معرفت‌شناسی طبیعی‌شده به روش‌ها و اکتشافات تجربی وابسته است، در حالی که معرفت‌شناسی صوری از ابزارهای منطقی بهره می‌گیرد. معرفت‌شناسی اجتماعی جنبه‌های جمعی دانش و معرفت‌شناسی تاریخی شرایط تاریخی آن را بررسی می‌کند. معرفت‌شناسی با روان‌شناسی، که باورهای افراد را توصیف می‌کند، ارتباط نزدیکی دارد، در حالی که معرفت‌شناسی هنجارهای ارزیابی باورها را مطالعه می‌کند. این رشته همچنین با حوزه‌هایی مانند نظریه تصمیم، آموزش و انسان‌شناسی تلاقی دارد.
تأملات اولیه دربارهٔ ماهیت، منابع و دامنه دانش در فلسفه یونان باستان، هند و چین دیده می‌شود. رابطه بین عقل و ایمان موضوعی محوری در دوره قرون وسطی بود. عصر مدرن با دیدگاه‌های متضاد تجربه‌گرایی و عقل‌گرایی مشخص شد. معرفت‌شناسان قرن بیستم اجزا، ساختار و ارزش دانش را بررسی کردند و در عین حال بینش‌هایی از علوم طبیعی و علوم طبیعی را ادغام نمودند.

## مسائل اصلی
مسائل اصلی معرفت‌شناسی، وقتی ناظر به بررسی معرفت است، از این قرارند:
1. شرایط لازم و کافی معرفت کدامند؟ آیا معرفتْ باورِ صادقِ موجه است، یا باور صادقی است که معلول صادق‌ساز آن باور است، یا باور صادقی است که هیچ واقعیتی آن را نقض نکند؟
2. چه منابعی می‌توانند معرفت‌بخش باشند؟ یعنی کدام یک از این‌ها و تحت چه شرایطی می‌توانند برسازندهٔ معرفت باشند: تجربهٔ حسی، یادآوری، درون‌نگری، گواهی، شهودِ عقلی، تجربهٔ دینی؟
3. معرفت چه ساختاری دارد؟ آیا معرفت ساختاری هرمی دارد، یعنی سلسلهٔ معرفت‌های استنتاجی به معرفت‌هایی می‌رسند که معرفت بودن‌شان از معرفتی دیگر اخذ نشده است؟ آیا معرفت ساختاری شبکه‌ای دارد، یعنی معرفت بودن هر باوری منوط به معرفت بودن باورهای دیگری است؟
4. محدودهٔ معرفت چیست؟ آیا برهان‌های شک‌گرایانه می‌توانند نشان دهند که دربارهٔ هیچ موضوعی، یا دربارهٔ برخی موضوع‌ها، چون اشیاء فیزیکیِ جهان خارج، نمی‌توان معرفت داشت؟

مسایل اصلی معرفت‌شناسی، وقتی ناظر به بررسی توجیه است، از این قرارند:
1. از مفهوم توجیه معرفتی چه مراد می‌کنیم؟ آیا موجه بودن به ایفای تکالیف معرفتی مربوط است یا به صدق‌رسان بودن؟
2. چه چیزی باعث می‌شود باوری موجه شود؟ دارای شواهد بودن یا محصول فرایند باورساز قابل اعتماد بودن؟

۳- آیا توجیه امری است درونی یا بیرونی؟ یعنی آیا اگر دو شخص از نظر امور درونی، یا اموری که در دسترس شناختی‌شان است، مانند هم باشند، باورهای موجه یک‌سانی دارند؟

## انگیزهٔ شناخت‌شناسی

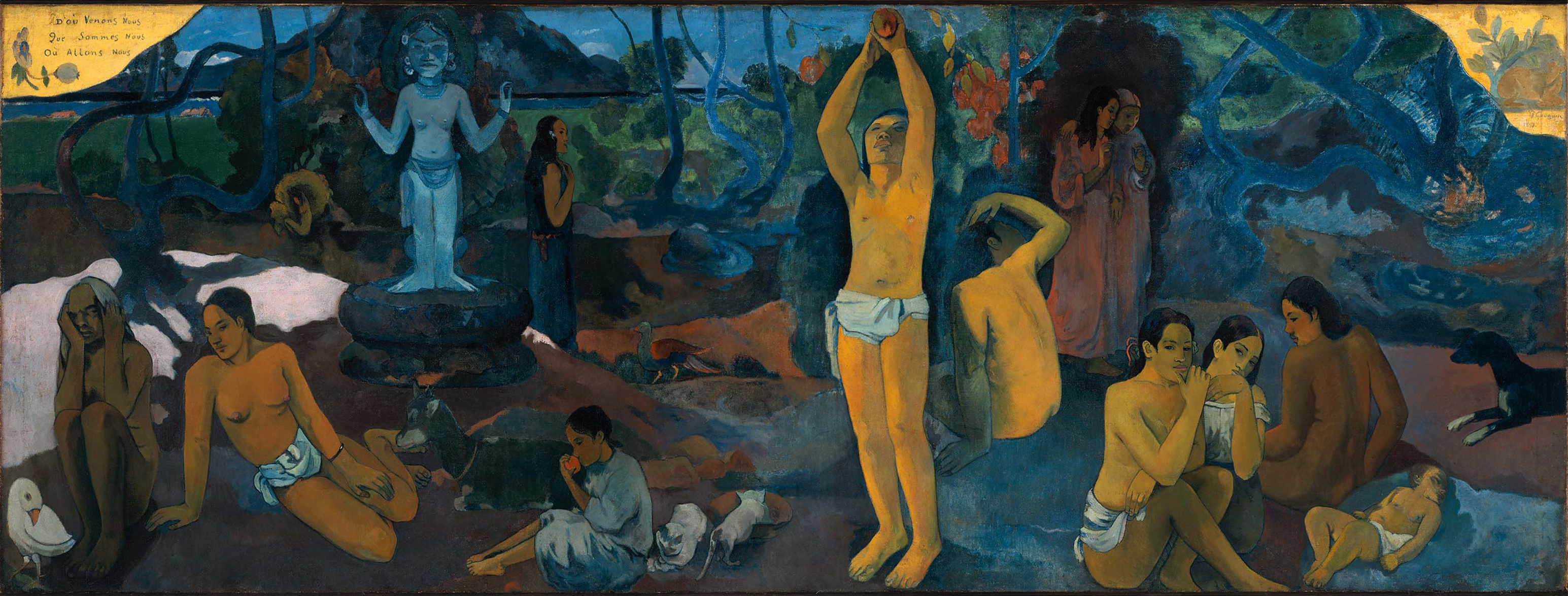
از کجا آمده‌ایم؟ کیستیم؟ به کجا می‌رویم؟ نقاشی اثر پل گوگن، نقاش فرانسوی

این که شناخت، به راستی، مسئله است، نکته‌ای نیست که بداهتش فوراً آشکار شود. به نظر آدم عادی، ما یا چیزی را می‌دانیم، یا نمی‌دانیم. با شواهد بسیار می‌توان نشان داد که شناخت از چه لحاظ، مسئله است. درک چرایی تحول و ثبات فهم بشری از دیگر انگیزه‌های پرداختن به معرفت‌شناسی است. همچنین بررسی و توضیح تعامل علم ساختی را نیز از جمله انگیزه‌های شناخت‌شناسی نام برده‌اند.
به‌سادگی ممکن است عقیده‌ای اختیار کنیم که دانسته‌های بعدی ما نادرستی آن را نمایان کند. در اینجا می‌توان گفت در اشتباه بوده‌ایم؛ اما پیش از آنکه دانسته باشیم عقیده ما اشتباه بوده است، می‌پنداشتیم که به آن واقعیت شناخت داشته‌ایم. روشن است که اگر بخواهیم واژه شناخت را درست به کار ببریم، زمانی از آن استفاده می‌کنیم که امکان خطا نباشد؛ اما از کجا بدانیم در خطا نیستیم؟
- شاید بپنداریم که سرچشمه شناخت یقینی، مشاهده جهان پیرامون است، یعنی تأثرات حسی منبع موثق اطلاعاتند. اما چه بسیار تجربیاتی از این دست: اگر چوبی را در آب فروکنیم، خمیده‌تر دیده می‌شود. «می‌دانیم» چوب به راستی تغییر شکل نداده است، اما این نکته را از راه مشاهده «نمی‌دانیم».[۶]
- شاید بپنداریم که تنها شناخت ناشی از داده‌های حسی گرفتار محدودیت است؛ و با منطق قیاسی و دانش ریاضی می‌توان به یقین رسید. این درست است که نتیجه قیاس معتبر بدون شک راست است، اما یقینی که با منطق قیاسی به دست آید، بهایش جدایی از جهان خارج از ذهن ماست. حکم قیاس تنها دربارهٔ حدود خودش است؛ این استدلال می‌گوید که اگر مقدمات الف و ب درست باشند، آنگاه نتیجه مسلماً درست است، اما نمی‌تواند معین کند که خود مقدمات صادقند یا نه. قواعد هندسه و مثلثات یقیناً صادقند، اما شکل‌های بی‌نقص هندسی در خارج از ذهن ما و در طبیعت اصلاً وجود ندارند. سهل است؛ حتی دایره کامل را نمی‌توان کشید! (چه با قلم و چه با رایانه). نتایجی از این دست از نوع قیاسی هستند، یعنی مثلاً اگر اضلاع مثلث به یک اندازه باشند، پس زوایای آن‌ها برابر است، اما می‌دانیم چیزی به نام مثلث متساوی‌الاضلاع در جهان واقع نیست.[۷]

## پیشینهٔ شناخت‌شناسی

### در فلسفهٔ غرب

#### دورهٔ یونان باستان
در این دوره هر چند که شناخت‌شناسی به صورت علم مستقل مطرح نبود ولی مسئلهٔ «ارزش شناخت» که یکی از محوری‌ترین مباحث شناخت‌شناسی است، مورد توجّه بوده است.
برخی (مثل پارمنیدس) به خاطر کشف خطای حواس، منکر نقش حواس در ادراکات شده و نقش عقل را برجسته کردند و در مقابل، برخی دیگر (مثل هراکلیتوس) بر فایدهٔ حواس تأکید داشته و نقش عقل را نادیده یا کم‌ارزش انگاشتند؛ ولی هیچ‌کدام از این دو گروه در امکان رسیدن به واقعیت و علم به آن، تردیدی نداشتند. سرانجام این اختلافات باعث شد تا در قرن پنجم قبل از میلاد سوفسطاییان ظهور کردند که اساساً منکر اصل واقعیت‌های خارجی شدند.
بعد از این دوره «مسئلهٔ شناخت» به صورت جدّی‌تر مطرح شد و سقراط و سپس افلاطون و بعد ارسطو به مخالفت با آراء سوفسطاییان پرداختند و اصول و قواعدی را برای درست اندیشیدن و سنجش استدلال‌ها و مقابله با مغالطات تدوین کردند.
بعد از این برهه، سه مکتب فکری اصلی به شرح و توضیح آراء سقراط، افلاطون و ارسطو پرداختند:

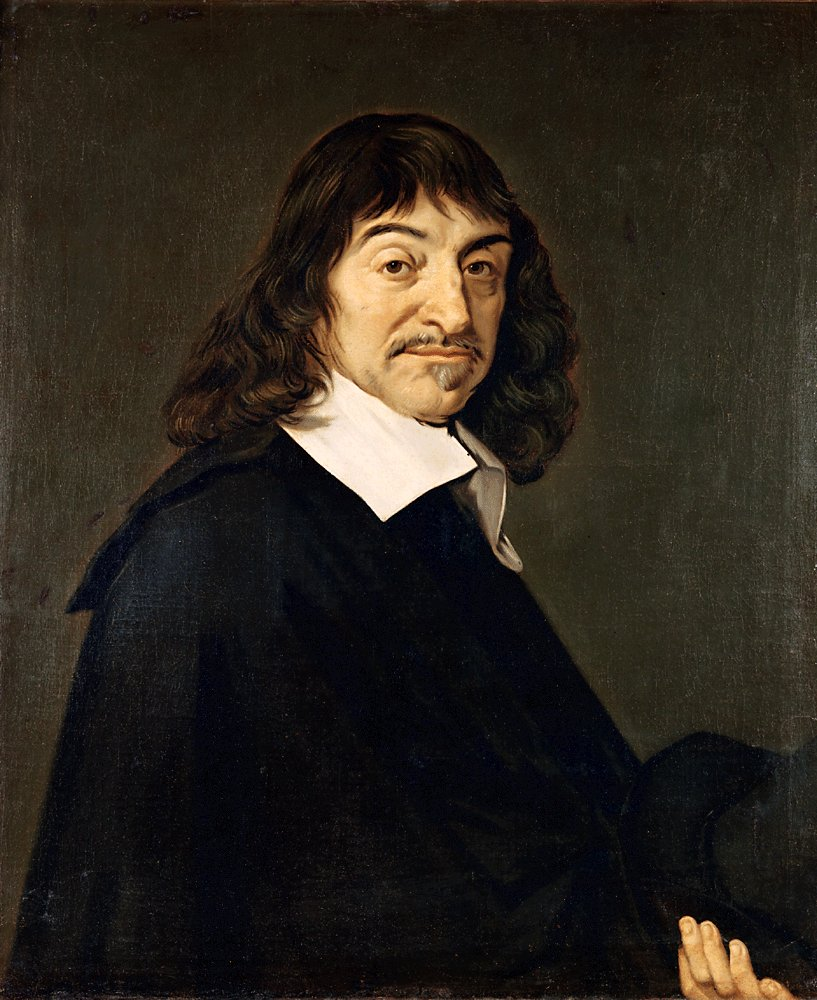
رنه دکارت که اغلب او را پدر فلسفه مدرن می‌دانند، اغلب در کار ذهن خود را مشغول به سؤالات معرفت‌شناختی می‌کرد.

۱-تجربه‌گرایان: اپیکوریان و رواقیون از پیروان اصلی این مکتب‌اند که رهبران این دو به ترتیب اپیکورس و زنون می‌باشند. اپیکور معتقد بود که «شناخت حسی» اساس شناخت بشری است و به همین خاطر اعتبار ریاضیات را انکار می‌کرد؛ زیرا مسائل آن با شناخت حسی قابل اثبات نبود. رواقیون هم با رد نظریات افلاطون و ارسطو قائل به وجود «فرد» شده و معتقد بودند که شناخت صرفاً شناسایی اشیاء و افراد «جزئی» می‌باشد.
۲-شک‌گرایان: برجسته‌ترین شخصیت این مکتب پیرهون است که معتقد به عدم امکان شناخت ذات و واقعیت اشیاء بود. به نظر وی فقط می‌توان دانست که اشیاء چگونه به نظر می‌رسند و نمود پیدا می‌کنند. طبق این نظر، یک شیء واحد برای چند نفر به صورت‌های مختلف ظهور پیدا کرده و در عین حال این ظهورات (پیدایش‌ها) دارای اعتبار هستند. در نتیجه، نمی‌توان به حقانیت هیچ‌کدام از آن‌ها حکم کرد.
۳-نوافلاطونیان: مشهورترین حوزهٔ این مکتب، حوزهٔ افلوطینی است که پایه‌گذار آن افلوطین در قرن سوم پس از میلاد می‌باشد. مکتب وی که بیشتر جنبهٔ عرفانی داشت، در حقیقت ترکیبی بود از نظریات افلاطون و ارسطو. او برای ادراک، سه مرحله قائل بود که این سه مرحله عبارت‌اند از: «ادراک حسی، فهم و عقل». پس از این سه مرحله، نوبت به مرحلهٔ عالی یعنی شهود و متّحد شدن با «احد» می‌رسید.

#### دورهٔ جدید
اصطلاح Epistemology در زبان انگلیسی نخستین بار توسط جیمز فردریک فریر فیلسوف اسکاتلندی مورد استفاده قرار گرفت.

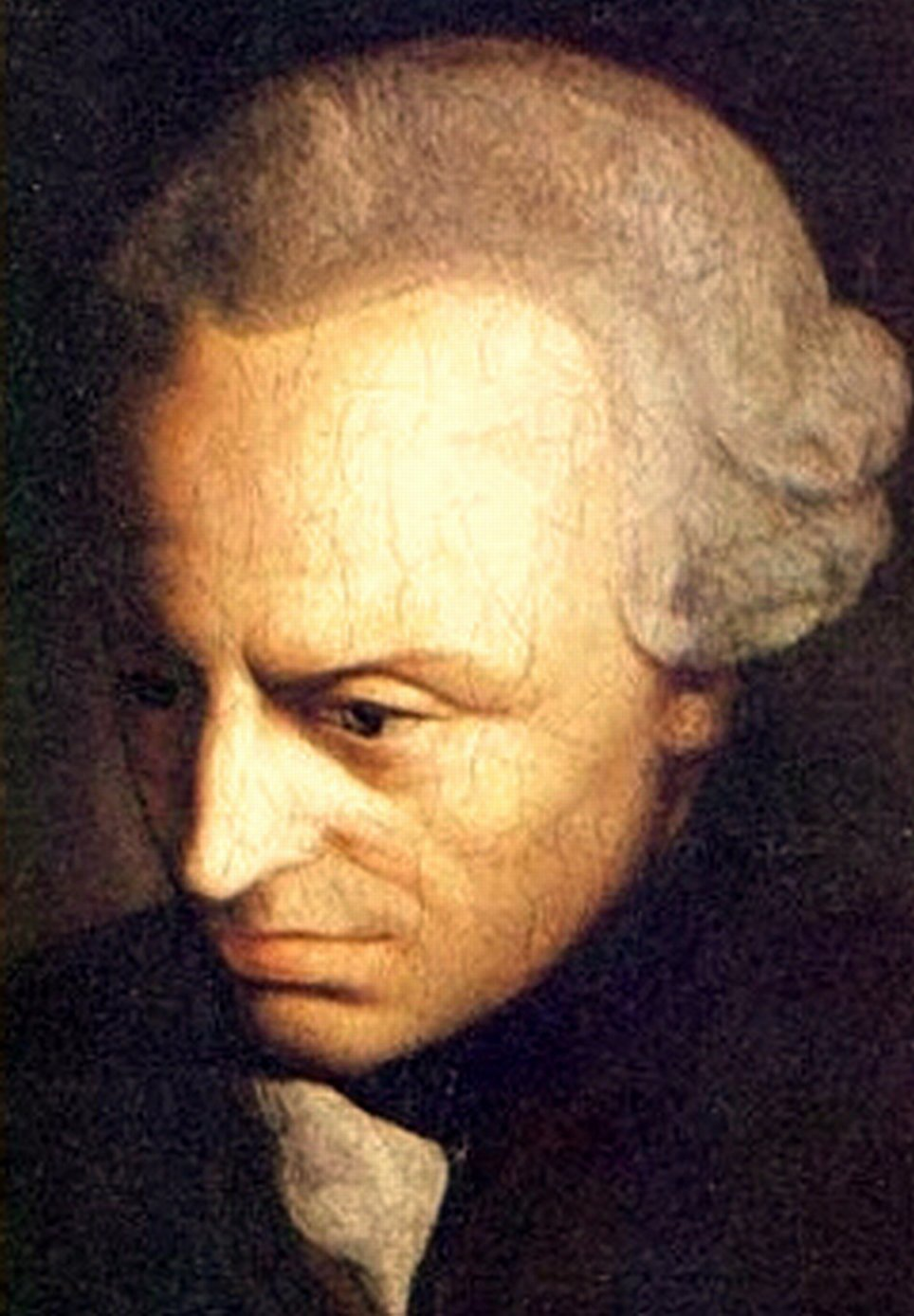
ایمانوئل کانت، تمرکز فلسفه را از هستی‌شناسی به معرفت‌شناسی تغییر داد.

برخلاف دو دورهٔ قبل که مباحث «هستی‌شناسی» محور اصلی علوم فلسفی بود، در این دوره «شناخت‌شناسی» به عنوان محوری‌ترین مباحث فلسفی و به صورت علم مستقل مطرح شد.
اندیشمندان این دوره در دو گروه اصلی جای می‌گیرند:
۱-عقل‌گرایان:
مکتب اصالت عقل تحت‌تأثیر افکار افلاطون، توسط فیلسوف فرانسوی رنه دکارت که «پدر فلسفهٔ جدید» لقب گرفته بود، به وجود آمد.
اقدامی که دکارت برای مقابله با شک‌گرایی انجام داد، سیستماتیک کردن «معرفت» بر اساس «شک دستوری» بود تا اینکه بعد از گذر از دوازده مرحله به یقین برسد.
سیر شک‌گرایی دکارت بدین‌صورت بود که ابتدا خطای حواس، سپس مسئلهٔ خواب (اینکه شاید همهٔ آنچه احساس می‌کنیم، خواب و خیال باشد) و در نهایت شیطان فریبکار را (که شاید شیطان با تصوّر «۲+۲»، «۴» را در ذهن ما ایجاد کرده باشد، نه اینکه واقعاً چنین باشد) مطرح کرد تا اینکه به «شک مطلق» رسید. وقتی که وی در مرحلهٔ دوم، پس از رسیدن به شک مطلق می‌خواست به یقین سیر کند، چنین گفت: من در هر چیزی که شک کنم در شک خودم که نمی‌توانم شک بکنم بلکه به شک خود، یقین دارم؛ چرا که «شک» هم خود، نوعی تفکّر است، بنابراین با رسیدن به «یقین به شک» به «یقین به شک» رسید.
جریان «عقل‌گرایی» بعد از دکارت، توسط فیلسوف فرانسوی مالبرانش ادامه و تجدید یافت. به نظر وی، حواس در ادراکات خویش خطاپذیر بوده و آن‌گونه که واقعیتی هست، به ما معرفت دست نمی‌دهند.
سومین شخصیتی که جریان عقل‌گرایی را پی گرفت و در رشد آن مؤثّر بود اسپینوزا فیلسوف هلندی یهودی الاصل بود که راه حل دکارت را در صدق (که وضوح و تمایز بود)، پذیرفت و تلاش کرد تا بین دو سنّت «نام‌گرایی» و «عقل‌گرایی افراطی» آشتی ایجاد کند.
یکی دیگر از اندیشمندان این مشرب، لایب‌نیتس می‌باشد که از بسیاری جهات شبیه اسپینوزا است. او نخستین کسی بود که میان حقایق ضروری (منطقی) و حقایق حادث (واقعی) تمایز روشن قائل شد.
۲-تجربه‌گرایان:
تجربه‌گرایی گرایشی است که در آن «عقل» در ادراکات بشری کنار زده شده و اصالت از آن «حس» دانسته می‌شود و ادراکات هم اعم است از اینکه، فقط با «حس ظاهری» باشد یا فقط با «حس باطنی» یا با «هر دو».
شخصیت‌ها و نمایندگان بزرگ این مکتب عبارت‌اند از: «جان لاک، جرج بارکلی و دیوید هیوم» که از میان این شخصیت‌ها، هیوم تجربه‌گرای محض بود و لاک، ادراکات حسی را اعم از ظاهری و باطنی می‌دانست و بارکلی هم فقط حواس باطنی را در ادراکات معتبر می‌شمرد.
عقل‌گرایی قرن هفدهم و تجربه‌گرایی انگلیسی در اندیشه‌های ایمانوئل کانت فیلسوف آلمانی تبلور پیدا کرد. وی زمانی قدم به عرصهٔ فلسفه گذاشت که از یک سو به اذعان خودش، فلسفهٔ هیوم او را از خواب جزم‌گرایی بیدار کرده بود و از طرفی هم قائل بود با وجود اینکه شناخت از تجربهٔ حسی شروع می‌شود ولی این بدین‌معنی نیست که همهٔ شناخت‌ها یکسره قابل تأویل و تقلیل به تجربهٔ حسی شود. وی ذهن را به عینکی بر روی چشم «نفس» انسان تشبیه کرده بود که همواره بین او و واقعیات پرده‌ای رنگی می‌کشد. با این کار نه تنها فلسفهٔ کانت نتوانست مشکل «تطابق بین عین و ذهن» را مرتفع کند، بلکه حل آن محال قلمداد شد. در حقیقت به نظر وی، «شناخت» یعنی تجربهٔ حسی و آنچه عقل و ذهن بر آن می‌افزاید یعنی «ذهن به علاوهٔ خارج».
دربارهٔ تأثیرگذاری کانت بر روند فلسفه گفته شده است که رویکرد نظام‌های فلسفی قبل از او «هستی شناسانه» بود، ولی بعد از او «شناخت‌شناسانه» شدند و به همین خاطر است که فلسفهٔ او به «فلسفهٔ نقدی» معروف است. خلاصه آنکه فلسفهٔ نقدی وی با شروع از ذهن‌شناسی تدریجاً آدمی را به نوعی «ایدئالیسم» می‌کشاند.
بعد از کانت، مکتب ایدئالیسم که مقدماتش توسّط خود وی فراهم شده بود، پا به عرصهٔ وجود گذاشت. طرفداران این مکتب معتقد بودند که اصلاً چه ضرورتی دارد تا به واقعیتی ناشناختنی ملتزم شویم؟ به‌خصوص اینکه بر اساس مبانی فلسفهٔ کانت، امر واقع خارج از «من» قابل اثبات نبود.
بنابراین فلاسفه‌ای همچون «یوهان فیشته، هگل و شوپنهاور» فلسفهٔ کانت را به تکامل رسانده و آن را وارد مرحلهٔ جدیدی کردند.

#### دورهٔ معاصر
فلسفه‌های قرن بیستم محل تغییرات گوناگون در زمینهٔ معرفت‌شناسی بودند؛ به‌طوری‌که مهم‌ترین حادثه در آستانهٔ این قرن، چرخش چشم‌گیری است که از ایدئالیسم (اصالت معنی) به رئالیسم (اصالت واقع) روی داده است.
۱-پراگماتیسم:
طبق نظر این مکتب، شناخت حقیقی (و صادق) شناختی است که مفید و سودمند باشد. این معنی در ابتدا از طرف برخی برای «معناداری» به کار برده شد ولی بعداً توسط ویلیام جیمز برای تعریف «حقیقت» مورد استفاده قرار گرفت. از دیگر شخصیت‌های برجستهٔ این مکتب می‌توان به چارلز پیرس اشاره کرد.
۲-پوزیتیویسم:
این مکتب بعد از جدا شدن راسل و جی. ادوارد مور از ایدئالیسم، در اوایل قرن بیستم شروع شد و با پیگیری ویتگنشتاین ادامه یافت و تا دهه ۱۹۲۰ در اتریش، این جریان ادامه داشت. طبق نظر پوزیتیویست‌ها، تنها قضایایی (یا معرفتی) معنادار و مطابق با واقع است که تحقیق‌پذیر تجربی باشند؛ وگرنه، نه معنا دارند و نه صادق‌اند. به قول آگوست کنت که پدر پوزیتیویست‌ها لقب گرفته، چون گزاره‌های متافیزیکی قابل تجربهٔ حسی نیستند، غیر علمی بوده و مربوط به گذشتهٔ تاریخ‌اند.
این مکتب توسّط اعضای حلقه وین تأسیس شد و فلسفه‌ای را که به وجود آوردند، پوزیتیویسم منطقی نام نهادند.
۳-اگزیستانسیالیسم:
اگزیستانسیالیسم مکتبی بود که به دلیل واکنش انتقادی در برابر مکتب عقل‌گرای «ایدئالیسم هگل»، توسط سورن کی یرکگارد کشیش دانمارکی بنیان‌گذاری شد.
۴-هرمنوتیک:
هرمنوتیک و نظریهٔ تأویل از روزگاران قدیم در غرب مطرح بود؛ به‌طوری‌که بنا به گفتهٔ برخی، ارسطو برای اوّلین بار این اصطلاح را در باب منطق قضایا از کتاب «ارغنون» به نام «باری ارمیناس» و به معنای «در باب تفسیر» به کار برد. از طرفداران و بنیان‌گذاران اصلی این مکتب می‌توان به شخصیت‌هایی همچون شلایر ماخر، ویلهلم دیلتای و هانس جورج گادامر اشاره کرد.
بنابر دیدگاه شلایر ماخر، هرمنوتیک نظریه‌ای فلسفی و معرفت‌شناختی است که به‌طور عام، روش تفسیر متون را بیان می‌کند؛ و دیلتای، هرمنوتیک روش‌شناسی علوم انسانی را در مقابل روش‌شناسی علوم طبیعی به کار گرفت و گادامر، اصرار داشت که فهم متون بدون پیش‌فرض‌ها و اعتقادات مفسران امکان‌پذیر نیست.

### در فلسفهٔ اسلامی
در فلسفه اسلامی نخستین بار در قرن یازدهم هجری و توسط ملاصدرا مسائل شناخت‌شناسانه طرح می‌گردد و در دورهٔ معاصر توسط محمدحسین طباطبایی تبدیل به یک حوزهٔ مستقل فلسفی می‌گردد. محمدحسین طباطبایی در مقالات دوم تا ششم کتاب «اصول فلسفه و روش رئالیسم» مباحث معرفت‌شناسانه بدیعی در فلسفهٔ اسلامی طرح کرد. این مقالات عبارت‌اند از:
- مقالهٔ دوم: فلسفه و سفسطه
- مقالهٔ سوم: علم و ادراک
- مقالهٔ چهارم: علم و معلوم (ارزش معلومات)
- مقالهٔ پنجم: پیدایش کثرت در علم
- مقالهٔ ششم: ادراکات اعتباری

### تعاریف معرفت، یا علم در فلسفهٔ اسلامی
الف: ادراک شیء یا صورت یا مفهوم آن. این تعریف به اقسام است.
ب: انکشاف واقع بما هو حقه این تعریف به عمل است.
ج: امری ذهنی، که حاکی از شیء موجود در هستی‌ست حد تام
د: و بالأخره برخی معتقدند که علم امری بسیط و غیرقابل تعریف منطقی‌ست. و و

### اقسام معرفت یا علم در فلسفه اسلامی
علم یا حضوری است یا حصولی. علم حضوری به علمی گفته می‌شود که بدون واسطه شدن تصاویر و مفاهیم ذهنی حاصل شود؛ یعنی عالِم (صاحب معرفت)، خودِ واقعیتِ معلوم را نزد خودش بیابد. علم حصولی نیز به علمی گفته می‌شود که به واسطه تصاویر و مفاهیم ذهنی حاصل می‌شود.

#### مصادیق علم حضوری
1. علم هر موجود مجرد به خودش
2. علم علت هستی‌بخش به معلول
3. علم معلول به علت
4. علم دو معلول همرتبه به یکدیگر

#### اقسام علم حصولی
1. صورت شیء که با واسطه حس ادراک می‌شود؛ مانند ادراک اشیاء اطراف خود.
2. مفهوم شیء که با واسطه عقل ادراک می‌شود؛ مانند ادراک مفاهیم نفس و اشیاء اطراف خود

مفهوم: خود یا شخصی است یا جزئی یا کلی
کلی یا معقول :نیز یا ماهوی است یا اعتباری
ماهوی(معقولات اولی): خود یامحسوس است ویا باطنی
اعتباری(معقولات ثانیه): نیز یامنطقی است یا فلسفی
فلسفی: نیز یاذاتی است یا عملی.
مفهوم ماهوی یا معقول اول تصوری‌ست که عروض و اتصافش در خارج است مثل انسان یعنی دارای مصداق در خارج و قابل حمل در خارج است مثلاً احمد انسان است.
مفهوم اعتباری فلسفی یا معقول ثانی فلسفی تصوری‌ست که عروض آن ذهنی و اتصافش خارجیست مانند آتش علت سوختن است علت مفهوم فلسفی است.
مفهوم اعتباری منطقی یا معقول ثانی منطقی تصوری‌ست که عروض و اتصافش ذهنیست مانند انسان نوع است. نوع مفهوم منطقیست و و

## مسائل اصلی معرفت‌شناسی

### امکان معرفت
یکی از مسائل اساسی معرفت‌شناسی این است که آیا اصولاً معرفت یا شناخت ممکن است و اگر ممکن است آیا سنخ یا سنخ‌هایی از گزاره‌ها وجود دارند که نمی‌توان به آن‌ها معرفت پیدا کرد؟
یکی از استدلال‌های مهم شک‌گرایانه که معرفت ما را به عالم خارج نشانه می‌گیرد، از این قرار است:
یک - می‌دانم که اگر دست داشته باشم، همهٔ تجربه‌هایِ من آفریدهٔ موجودی نیست که مرا فریب می‌دهد.
دو- نمی‌دانم که همهٔ تجربه‌های من آفریدهٔ موجودی نیست که مرا فریب می‌دهد.
سه- اگر بدانم که (اگر دست داشته باشم، همهٔ تجربه‌هایِ من آفریدهٔ موجودی نیست که مرا فریب می‌دهد) و بدانم که دست دارم، می‌دانم که همهٔ تجربه‌هایِ من آفریدهٔ موجودی نیست که مرا فریب می‌دهد.
پس: نمی‌دانم که دست دارم.
این استدلال برای این آورده شده است که نشان دهد که گزارهٔ من دست دارم را نمی‌دانم. اما اگر این استدلال موفق باشد، برای هر گزاره‌ای که مصداق معرفت تجربی به عالم خارج قلمداد می‌شود قابل بازنویسی است. پس اگر استدلال بالا موفق باشد، نشان می‌دهد که معرفت تجربی به عالم خارج، مطلقاً، ناممکن است.
شک‌گرا برای هر یک از مقدمه‌های بالا دلیلی، لااقل در بدو نظر، پذیرفتنی ارائه می‌کند. این دلایل، به‌طور خلاصه، از این قرارند:
دلیل مقدمهٔ یک: یکی از شرایطی که در آن همهٔ تجربه‌هایِ من آفریدهٔ موجودی است که مرا فریب می‌دهد، شرایطی است که من مغز در خمره باشم. وقتی می‌گوییم کسی مغز در خمره است که جهان تنها شامل این چیزها باشد: مغز او، خمره‌ای که مغز او در آن است، کامپیوتری که الکترودهای مغز او را بدان متصل کرده است، و دانشمندی دیوانه که از طریق آن کامپیوتر تجربه‌هایی را در مغز او تولید می‌کند. این تجربه‌ها هیچ تفاوتی با تجربه‌هایی ندارند که او در این شرایط می‌داشت: بدنی داشت، اطرافش پر از اشیاء و انسان‌های دیگر بود، و از این دانشمندِ دیوانه و کامپیوترش خبری نبود. واضح است که، بنا بر تعریف مغز در خمره بودن، اگر دست داشته باشم، مغر در خمره نیستم. پس مقدمهٔ یک درست است. (یکی از شرایط دیگری که در آن همهٔ تجربه‌هایِ من آفریدهٔ موجودی است که مرا فریب می‌دهد، همان است که دکارت مطرح کرده است؛ یعنی شرایطی که من قربانی روح خبیث فریبکاری باشم.)
دلیل مقدمهٔ دو: چطور می‌توانم بدانم که مغز در خمره نیستم؟ هیچ تجربه‌ای نمی‌تواند موید مغز در خمره نبودن من باشد؛ زیرا، بنا بر تعریف، تجربه‌های مغز در خمره با تجربه‌های انسانی ساکن جهانی متعارف فرقی نمی‌کند. از طرفی گزارهٔ مغز در خمره نیستم گزاره‌ای ضروری نیست. نمی‌توان برای گزاره‌ای غیرضروری استدلال مستقل از تجربه‌ای به دست داد. پس هیچ توجیهی برای این باور ندارم که مغز در خمره نیستم. پس مقدمهٔ دو هم درست است.
دلیل مقدمهٔ سه: این مقدمه مصداقی است از اصل بستار معرفتی. مطابق این اصل اگر بدانم که الف و بدانم که الف مستلزم ب است، می‌دانم که ب. این اصل بسیار شهودی به نظر می‌رسد و مهم‌تر آن‌که اگر درست نباشد بسط معرفت از طریق استنتاج منطقی ممکن نیست؛ یعنی نمی‌توانیم از طریق استنتاج منطقی از معرفت‌های پیشین خود به معرفت‌های جدیدی برسیم. ظاهراً این نتیجه آنقدر بد هست هیچ غیرشک‌گرایی نخواهد آن را بپذیرد. پس مقدمهٔ سه نیز صادق است.
به طریق‌هایِ متفاوتی به این برهان شک‌گرایانه پاسخ داده‌اند. برخی مقدمهٔ دوم را رد کرده‌اند؛ مثلاً وگل معتقد است که فرضیهٔ ساکن جهان متعارف بودن (یعنی ساکن جهانی بودن که کم‌وبیش همان‌طور است که واقعاً به نظر می‌رسد که هست) بهتر از فرضیهٔ مغز در خمره بودن تجربه‌های ما را تبیین می‌کند. پس استدلالی داریم به سود این که مغز در خمره نیستیم. درتسکی مقدمهٔ سه را رد می‌کند. او می‌گوید برای این که باور صادق ما به الف معرفت باشد کافی است این باور بر شواهدی چون ش مبتنی باشد، چنان‌که در جهان‌های ممکن نزدیکی که الف نادرست است دیگر واجد ش نیستم. طبق این ملاک اصل بستار همیشه درست نیست. کوهن با توسل به بافتارگرایی مشکل را حل می‌کند. طبق بافتارگرایی، شرایط صدق جمله‌های انتساب معرفت، جمله‌هایی چون «ف می‌داند که الف»، در بافتارهای متفاوت یکسان نیستند. اگر گویندهٔ این جمله در بافتار زندگی روزمره باشد، معیارهای صدق اظهارش سهل‌گیرانه‌تر از وقتی است که او در بافتاری شک‌گرایانه است. در بافتار روزمره شواهدِ من برای صدق هر دوی این اظهارها کافی‌اند: «می‌دانم که دست دارم» و «می‌دانم که مغز در خمره نیستم» و در بافتار شک‌گرایانه برای صدق اظهار هیچ‌یک از آن‌ها کافی نیستند؛ یعنی اگرچه شک‌گران موفق می‌شود که نشان دهد که در بافتار شک‌گرایانه فاقد معرفت تجربی به جهان خارج هستیم، نمی‌تواند نشان دهد که در بافتار روزمره فاقد چنین معرفت‌هایی هستیم.

### تحلیل معرفت
در تحلیل معرفت، همانند تحلیل هر مفهوم دیگری، هدف این است که شرایط لازم و کافی اطلاق آن مفهوم را به دست دهیم.
به نظر می‌رسد که مناقشه‌بردار نباشد که صدق، باور، و توجیه برای معرفت داشتن لازم اند؛ زیرا:
1. حالتی ذهنی ح را واقع‌نما می‌خوانیم اگر واجد آن حالت ذهنی بودن مستلزم صدق محتوای آن باشد؛ مثلاً میل داشتن حالت ذهنی واقع‌نما نیست؛ زیرا، مثلاً، ممکن است من میل داشته باشم که هوا ابری باشد ولی هوا ابری نباشد. میل چیزی را داشتن نسبت به صدق کذب آن چیز خنثی است. در مقابل معرفت از حالت‌های ذهنی واقع‌نما است؛ یعنی اگر شخص ش باور داشته باشد که الف، آن‌گاه الف صادق است. نشانهٔ درستی ادعای اخیر این است که اظهار چنین جمله‌هایی نامقبول است: «احمد می‌داند که زمین تخت است ولی زمین تخت نیست».
2. وقتی می‌گوییم که «مرتضی می‌داند که ابن سینا فیلسوف بزرگی است»، پیش‌فرض می‌گیریم که این واقعیت که ابن سینا فیلسوف بزرگی است به نوعی در ذهن مرتضی بازنمایی شده است. به عبارت دیگر ممکن نیست شخص واقعیت‌هایی را بداند که بازتابی در حیات ذهنی او ندارند. اما پرسش این است که برای معرفت داشتن به گزاره‌ای شخص باید نسبت به آن واقعیت چه حالت ذهنی‌ای داشته باشد: میل، شک، فرض، باور، اطمینان، یا …؟ بسیاری معتقدند شخص تنها وقتی می‌تواند به گزاره‌ای معرفت داشته باشد که به صدق آن متعهد باشد؛ بنابراین داشتن حالت‌های ذهنی‌ای که مستلزم چنین تعهدی نیستند، نمی‌تواند شرط معرفت داشتن باشند. از طرفی چون در بسیاری موارد در غیاب اطمینان هم به دیگران معرفت نسبت می‌دهیم، این تعهد صدق نیازی نیست به آن اندازه قوی باشد که ملازم اطمینان داشتن است. پس حالت‌هایی که داشتن آن‌ها شخص را به صدق محتوای آن حالت‌ها متعهد نمی‌کند نمی‌توانند شرط معرفت باشند. پس، میل، شک، و فرض گزینه‌هایِ مناسبی نیستند. از طرفی اطمینان به گزاره‌ای مستلزم چنان تعهد قوی‌ای به صدق است که برای معرفت داشتن لازم نیست. باور حالتی ذهنی است که اولاً با تعهد صدق توأم است و ثانیاً تعهدی که ملازم آن است الزاماً قوی‌تر از آنچه باید باشد نیست.
3. در بسیاری موارد باور کسی صادق است ولی ما او را دارای معرفت نمی‌دانیم. فرض کنید حسین باور دارد که فلان نیروی سیاسی پیروز خواهد شد. فرض کنید واقعاً هم آن نیرو پیروز می‌شود. اما حسین باور خود را با احضار ارواح به دست آورده است. حسین واجد معرفت به این دانسته نمی‌شود که فلان نیروی سیاسی پیروز خواهد شد، زیرا صدق باور او اتفاقی است؛ یعنی روشی که برای برساختن این باور استفاده کرده است و/یا آنچه باور اخیر او بر آنها مبتنی است، احتمال صدق آن باور را بالا نمی‌برند. با توجه به این توجیه معرفتی امری است که احتمال صدق را بالا می‌برد، می‌توان گفت باور حسین فاقد توجیه است و به همین دلیل مصداق معرفت نیست. پس توجیه هم یکی از شرایط لازم معرفت است.

اما برای به دست دادن تحلیلی معرفت کافی نیست که شرط‌های لازم معرفت را برشماریم، لازم است که این شرطها کافی هم باشند. از زمان افلاطون تا نیمه‌های قرن بیستم، سه شرط صدق، باور و توجیه، شرط‌های کافی معرفت نیز شمرده می‌شدند؛ یعنی این تحلیل از معرفت مورد اجماع بود:
شخص ش گزارهٔ الف را می‌داند ا.ت. ا ۱- الف صادق باشد، ۲- ش باور داشته باشد که الف، و ۳- باور الف به ب موجه باشد.
گتیه با مطرح کردن چند مثال نشان داد این سه شرط برای معرفت داشتن کافی نیستند. (نگاه کنید به: مسئله گتیه)

### درونی‌گرایی و برونی‌گرایی
یکی از مهم‌ترین مسائل شناخت‌شناسی این است که آیا عوامل توجیه، اموری درونی هستند یا اموری بیرونی؟ در واقع اگر باور P موجه می‌باشد، عامل توجیه آن چیست و این عامل توجیه از کجا ریشه می‌گیرد: از درون یا بیرون ذهن ما؟
درونی‌گرایی در حوزهٔ شناخت، دیدگاهی است که معمولاً می‌گوید که همه، یا بیشتر عواملی که باعث معرفت‌بخشی باورهای درست می‌شود، عوامل درونی هستند. از سوی دیگر، معرفت‌شناس بیرونی‌گرا می‌گوید که مسائل معرفت یا توجیه، منحصراً یا عمدتاً بستگی به عواملی نظیر این دارند که باور چگونه شکل گرفته است، یا سازوکاری که موجب ایجاد باور در شخص شد، چقدر قابل اعتماد بوده است؛ مسائلی که از دیدگاه شخص باورنده، درونی نیستند؛ مثلاً می‌توان دو شخص را تصور کرد که زندگی ذهنی آن‌ها یکسان است، یعنی دنیا از نظر هردو آنها، یکسان به نظر می‌رسد؛ ولی باورهایشان نسبت به مسائل مورد بحث با هم تفاوت دارد. کسی که از دیدگاه بیرونی گرایانه دربارهٔ توجیه، پیروی می‌کند باید بگوید که باور این دو شخص وضعیت «توجیه» یکسانی دارد (هر دو توجیه‌شده، یا هر دو توجیه‌نشده هستند، آن هم به یک اندازه) و کسی که از دیدگاه درونی‌گرایانه دربارهٔ شناخت پیروی می‌کند باید بگوید اگر باورهای این دو «همزاد» هر دو درست باشند، معرفت‌بخشی آن‌ها نباید فرقی با هم داشته باشد.

### ساختار معرفت: مبناگرایی و انسجام‌گرایی
بسیاری از باورهای ما توجیه خود را از راه استنتاج از باورهای دیگر می‌گیرند، خود این باورهای بنیادین‌تر نیز ممکن است با استنتاج از باورهای دیگر توجیه شوند؛ اما به نظر می‌رسد این سیر باید در جایی متوقف شود تا گرفتار تسلسل باطل نشویم وگرنه معرفت یا شناخت امکان‌پذیر نخواهد بود.
به عبارت دیگر حداقل گاهی، یک باور A به خاطر وابستگی به یک باور دیگر B معرفت‌بخش (یا موجه) است و باور B شواهد A را تشکیل می‌دهد؛ ولی به نظر می‌رسد که این فقط وقتی درست است که باور B خودش معرفت‌بخش یا موجه باشد؛ ولی چگونه باور B موجه است؟
احتمالاً باور B به یک باور دیگر شخص، C، وابسته است؛ ولی باز هم به نظر می‌رسد این فقط وقتی درست باشد که C خودش موجه یا معرفت‌بخش باشد. کجا و چگونه این فرایند وابستگی باورها به باورهای دیگر به پایان می‌رسد؟
اینکه این روند تا کجا و به چه صورتی می‌تواند ادامه داشته باشد ساختار توجیه معرفتی را شکل می‌دهد. پُرآوازه‌ترین دیدگاه‌ها دربارهٔ ساختار توجیه معرفتی عبارتند از:مبناگرایی، انسجام‌گرایی و عمل‌گرایی.
مبناگرایان برای دچار نشدن به این شک می‌گویند که لازم نیست همهٔ باورهایمان برای موجه‌بودن به باورهای دیگرمان وابسته باشند. مبناگرایان می‌گویند برخی از باورهای ما باور پایه هستند: موجه‌بودن (یا معرفت‌بخشی) این باورها مستقل از این است که به باور دیگری وابسته باشند. این باورهای پایه مبنایی می‌شوند که همهٔ باورهای موجه دیگرمان از آن ساخته می‌شوند: همهٔ باورهای موجه ما که پایه نیستند، مستقیم یا غیرمستقیم وابسته به مبنای باورهای پایه هستند. مبناگرایی صرفاً تأییدی است بر این ساختار اولیه. روایت‌های مختلف مبناگرایی در این با هم فرق دارند که کدام باورهای ما می‌توانند باور پایه باشند (یعنی می‌توانند بدون وابستگی به بقیهٔ باورهایمان موجه باشند) و چطور یک باور می‌تواند به‌خوبی به باور دیگری وابسته باشد.
انسجام‌گرایان می‌گویند که فقط روابط شواهدگونه بین باورها می‌توانند هرکدام از باورهایمان را موجه کنند و بنابراین وجود باورهای پایهٔ مبناگرایان را نمی‌پذیرند. انسجام‌گرایان در عوض برای حل مسئلهٔ تسلسل دلایل وجود «دور» را در توجیه می‌پذیرند: گاهی A به خاطر وابستگی به B موجه است، حال‌آن‌که B خودش (احتمالاً غیرمستقیم و از یک راه طولانی از وابستگی‌ها) به A وابسته است. چیزی که موجب موجه‌بودن باورهایمان می‌شود، از دیدگاه انسجام‌گرایان این است که باورهایمان چقدر با یکدیگر انسجام دارند، نه این‌که چطور به مبنایی از باورهای پایه بستگی داشته باشند. انسجام‌گرایی هم فقط تأییدی بر این شکل اولیه از ساختار باورهای موجه ماست، و این شکل اولیه به روش‌های موفق بی‌شماری به کار گرفته می‌شود.

## برابرنهادهای انگلیسی
- ادراکی Perceptual
- انسجام‌گرایی Coherentism
- ایدئالیسم Idealism
- باور پایه Properly Basic Belief
- باور صادق موجه Justified True Belief
- بایسته شناسانه Deontological
- بیرونی‌گرایی Externalism
- پدیده باوری Phenomenalism
- تحلیل معرفت Analysis of Knowledge
- تسلسل دلایل Regress of Reasons
- توجیه Justification
- توصیف Account
- دامنه Scope
- درونی‌گرایی Internalism
- دیدگاه، موضع View, Position
- روش‌شناسی، روش‌ها Methodology
- شخص Subject
- شک‌گرایی، شک Skepticism
- غیربایسته شناسانه NonDeontological
- مبناگرایی Foundationalism
- معرفت‌شناسی Epistemology
- معرفتی Epistemic
- معرفت‌داشتن To know
- موجه Justified
- نظریهٔ معرفت Theory of Knowledge
- نوشتارها Literature
- واقع گرایی تصویری Representative realism
- واقع گرایی علٌی Causal realism
- واقع گرایی مبتنی بر عرف عام Commonsense realism